# Química (canção de Legião Urbana)
"Química" é uma canção composta por Renato Russo e lançada em 1987 no álbum Que País É Este 1978/1987.
A canção foi escrita em 1981 para o Aborto Elétrico, que ocasionou uma briga que deu fim na banda

## História
Em 1981, Renato mostra a música para Fê Lemos, que achou a música horrível e disse que Renato perdeu o jeito de fazer música, assim Renato se irritou com a crítica e saiu do Aborto Elétrico.
Os Paralamas regravaram a música em 1983, ela ia sair no primeiro álbum da Legião Urbana mas acabaram não botando ela, assim a música foi lançada no Clip Clip Pirata em 1985. A música foi lançada um ano antes do terceiro álbum na versão de Fita K7 do álbum Dois. A Legião lançaram ela junto com as músicas do Aborto Elétrico e Trovador solitário no álbum Que País É Este 1978/1987.

## Regravações
- Em 1983, a banda Os Paralamas do Sucesso a regravou para o álbum Cinema Mudo
- Em 2005, a banda Capital Inicial a regravou no álbum MTV Especial: Aborto Elétrico
- Também em 2005, a banda Plebe Rude a regravou para o álbum Renato Russo - Uma Celebração